# Milanówek

Milanóweks vapen.

Milanówek är en stad i Masoviens vojvodskap i östra Polen. Milanówek, som betecknas som en trädgårdsstad, hade 16 401 invånare år 2013.

## Vänorter
- Lidzbark Warmiński, Polen
- Fumone, Italien
- Welzheim, Tyskland